# RegioCitadis

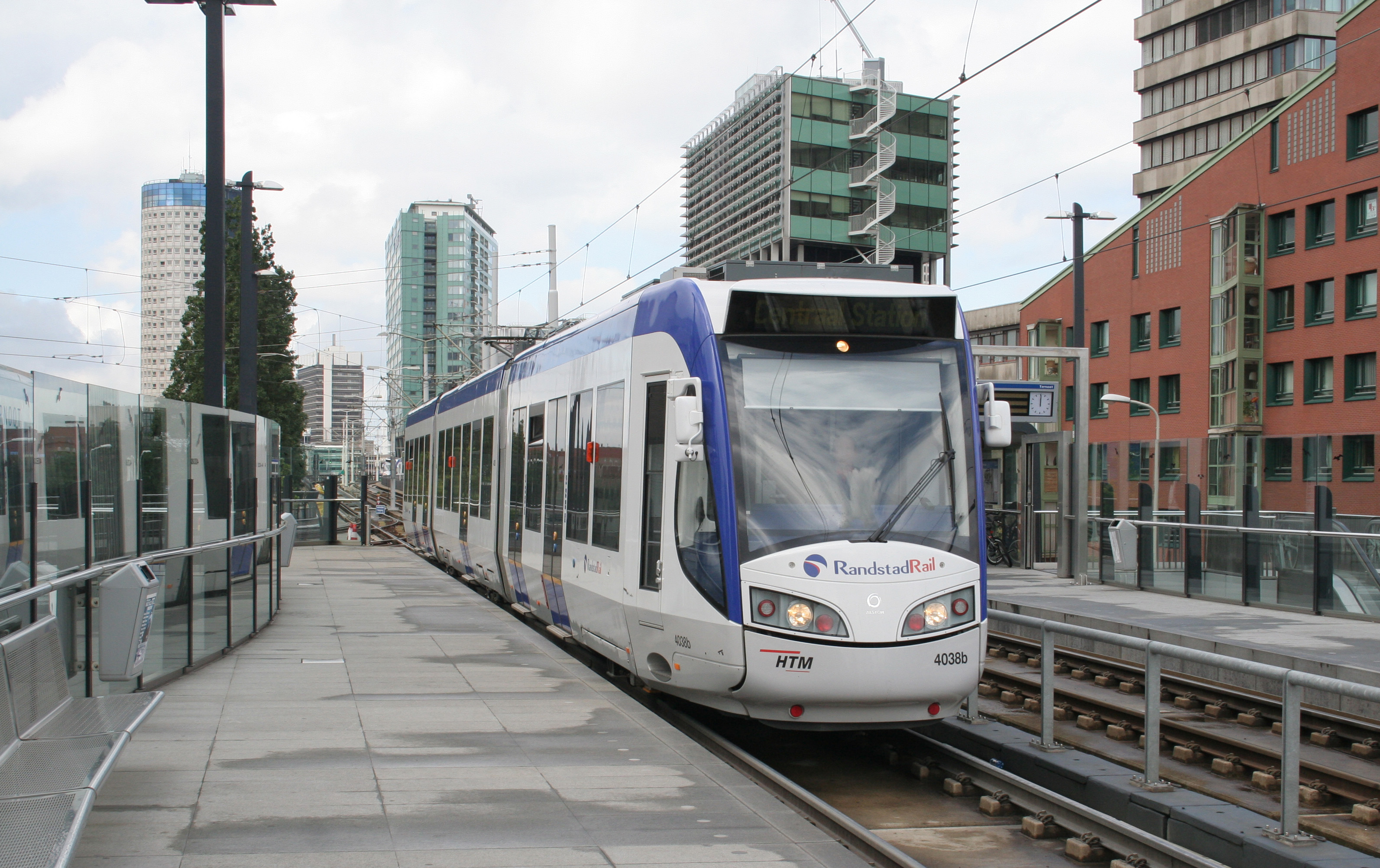
De Haagse RegioCitadis.

De RegioCitadis is een sneltram van de Franse fabrikant Alstom LHB met een 70% lagevloer en een breedte van 2,65 m. De RegioCitadis is onderdeel van de Citadis-serie.
In 2005 werden 28 Regiotrams geleverd voor het vervoerbedrijf van het Duitse Kassel. In Den Haag en omgeving rijden sinds 2006 ook Haagse RegioCitadis-trams op de HTM RandstadRail-lijnen en op lijn 2 en 19. Lijn 2 wordt tegenwoordig echter ook veel met de Avenio tramstellen. Uiteraard worden de RegioCitadissen ook op de lijnen 3, 4 en 34 gebruikt, waar deze over ex-NS-lijnen rijden. In Kassel zijn enkele tramstellen voorzien van een dieselmotor, waardoor zij ook zonder bovenleiding kunnen blijven rijden.

## Citadis Dualis
De Citadis Dualis is ook een tram van Alstom, echter in een andere vorm en bedoeld als tramtrein.

## Technische specificaties
De tram RegioCitadis met een gewicht van 59 ton en een aslast van 8 ton per as (2 motordraaistellen en 2 loopdraaistellen) met een breedte van 2.58 meter ter hoogte van het perron.
De lengte van de tram is 36.755, met uitgeklapte koppelingen is de tram zelfs 37.47 m lang.
De tram heeft een maximale snelheid van 100 km/h en is voor Den Haag gelimiteerd tot een maximale snelheid van 80 km/h. De aanzetversnelling ten behoeve van VRI 0,7 m/s2.
Remvertraging (noodrem) is 3,0 m/s² en bij een normaal bedrijfsrem is de remvertraging 1,0 m/s². 
De Haagse RegioCitadis behoort tot de lightrailproducten en beschikt over meer veiligheidssystemen dan een tram of trein. RegioCitadis beschikt over een ZUB222c als ARI installatie die een remingreep initiëren bij bezet spoor of te hoge snelheid op het spoor.
De RegioCitadis is een lage instap-voertuig, alle apparatuur zit aan de bovenkant van de tram. De tram heeft een totale hoogte van 3.68 meter. 
Na afvoer van de laatste series PCC's in 1993 is de RegioCitadis de enige tram in Den Haag die gekoppeld in de reizigersdienst mag rijden. Zowel GTL als de Avenio bezitten alleen noodkoppelingen.

## Galerij

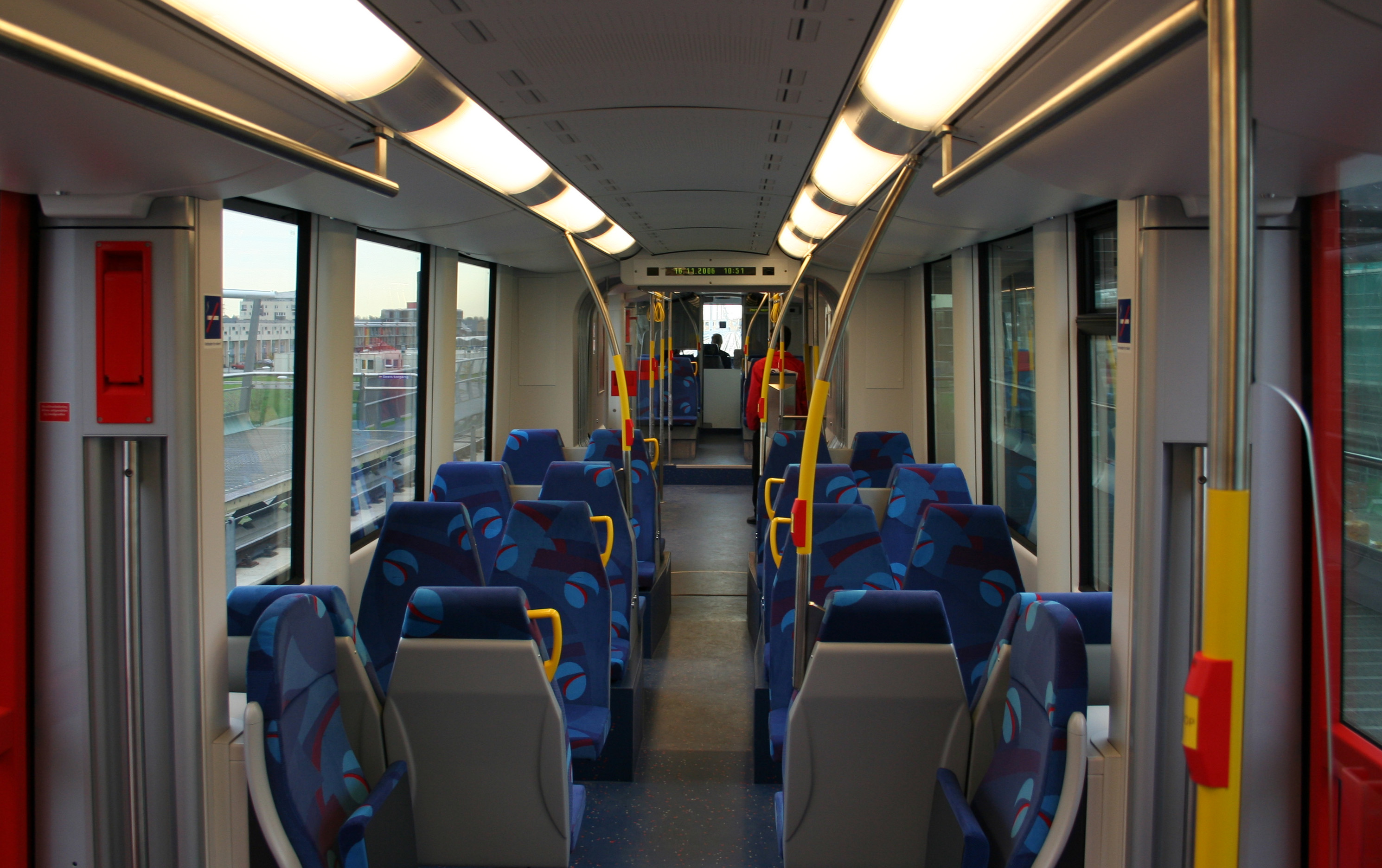
Interieur.
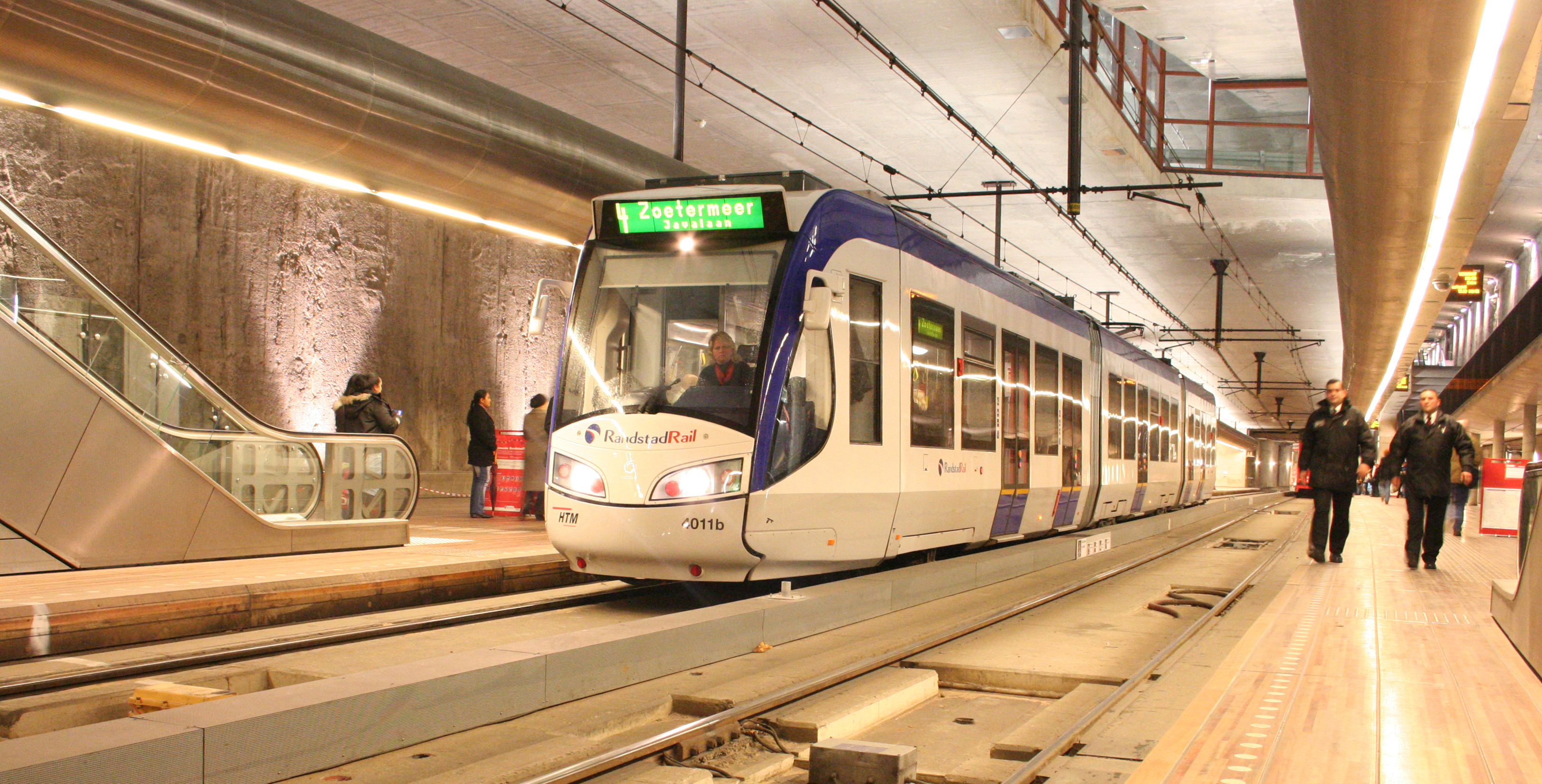
Een RegioCitadis in de Haagse tramtunnel.
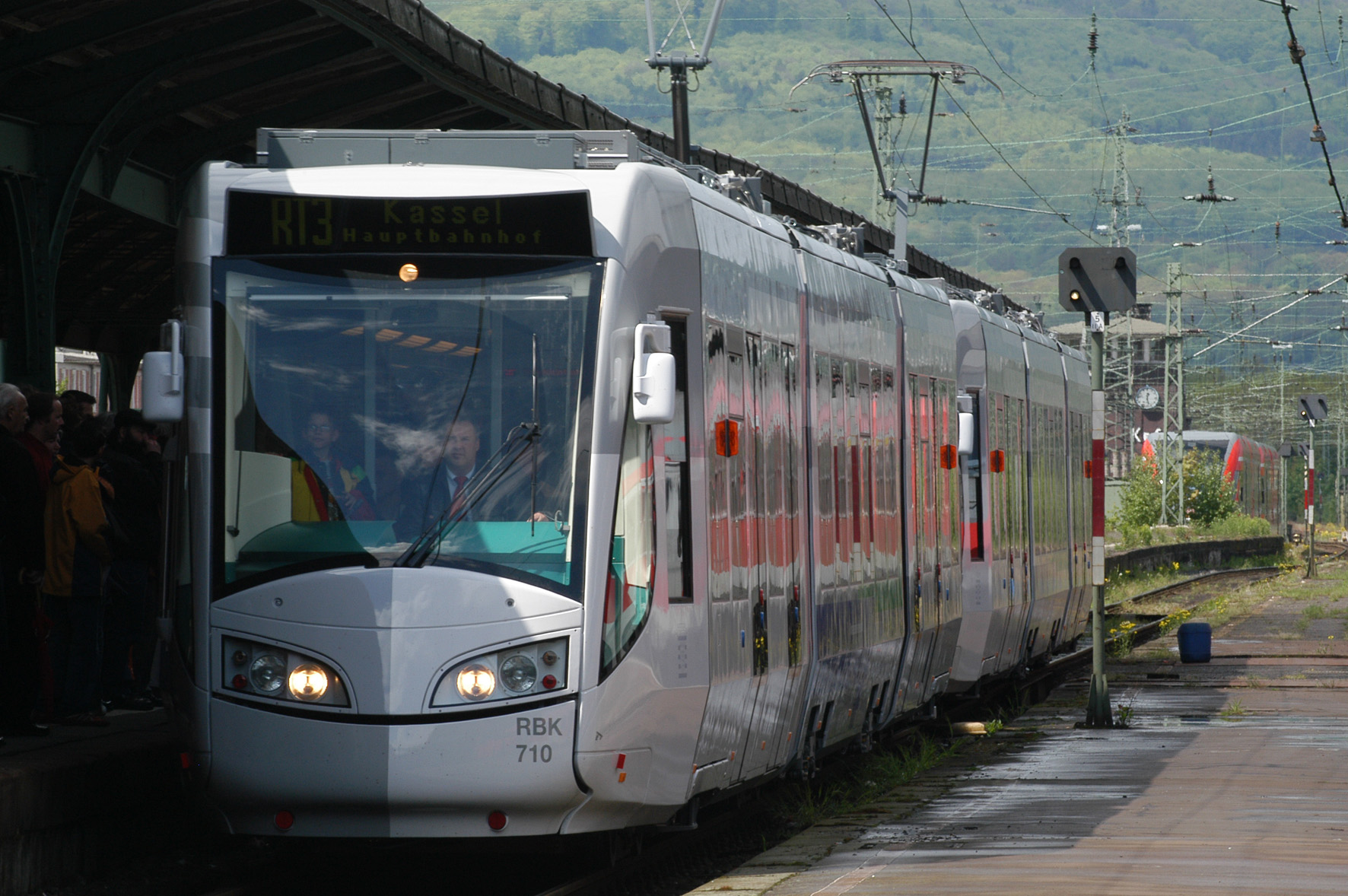
RegioCitadis in Kassel.

## Den Haag; InnOVatietram
In Den Haag is stel 4014 omgetoverd tot de InnOVatietram van de Haagsche vervoersmaatschappij HTM. In deze tram worden nieuwe, innovatieve ideeën uitgevoerd, om te te testen of dit in andere Trams kan worden aangebracht. Zo zijn er (eens) informatieschermen aangebracht, als toevoeging aan de oude informatiebalken boven de bakovergangen, is er geëxperimenteerd met steriele steunpalen en heeft de 4014 in sommige delen van de Tram rode, nieuwe zittingen gekregen, in een stijl die in sommige vernieuwde Avenio-trams tegenwoordig ook te vinden zijn. 